# 로저 펜튼
로저 펜튼(Roger Fenton, 1819년 3월 28일~1869년 8월 8일)은 영국의 사진가다.
잉글랜드 그레이터맨체스터주 로치데일에 상업 가문에서 태어났다. 문학사 학위로 옥스퍼드 대학교를 졸업하고 그림에 관심을 갖게 됐으며 1851년 만국 박람회에서 몇몇 초기 사진들을 보고 사진술에 관심을 갖게 되었다. 그후 스스로가 찍은 사진들을 전시했으며 사진협회(현재 왕립사진협회) 설립을 주도했다. 1854년 크림 전쟁에 종군 사진가가 됨으로써 첫 전쟁 사진 작가가 됐다.
그 후 영국 전역을 돌아다니며 웨스트민스터 궁, 완공 이전의 빅벤 등 여러 대상을 촬영하며 기록을 남겼다. 펜튼은 비록 상업성을 무시하지는 않았지만 예술성을 중시한 반면에 펜튼의 사진 활동 후원자들은 상업성만을 중시했기에 이로 인한 갈등을 빚었고 그 후 본업인 변호사를 지냈다. 1869년에 잉글랜드 하트퍼드셔주 포터스바에서 사망했다.

## 사진

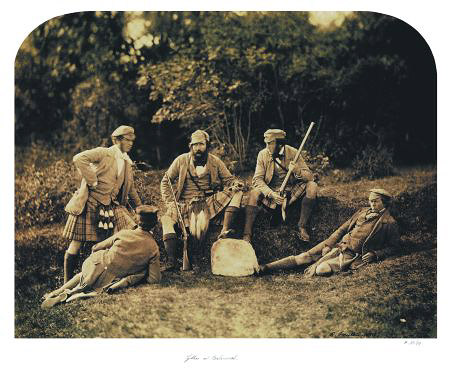
1856년 발모랄에서 사냥꾼과 수행원
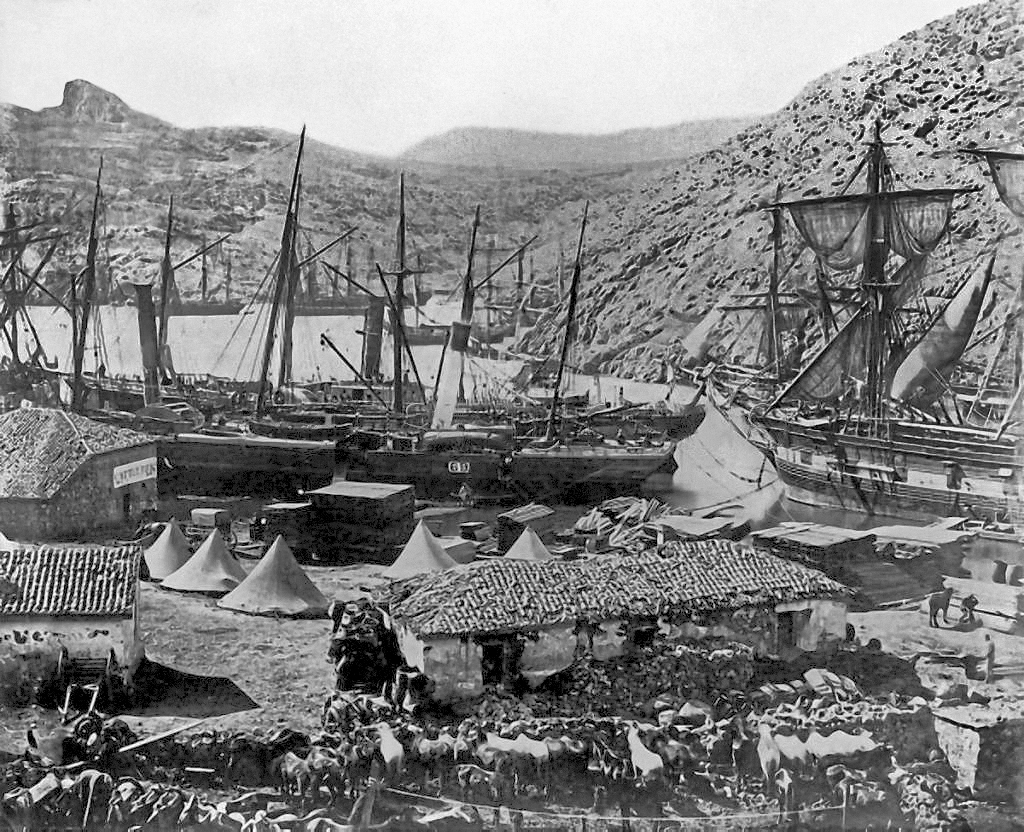
1855년 크림반도 발라클라바 코자크 만
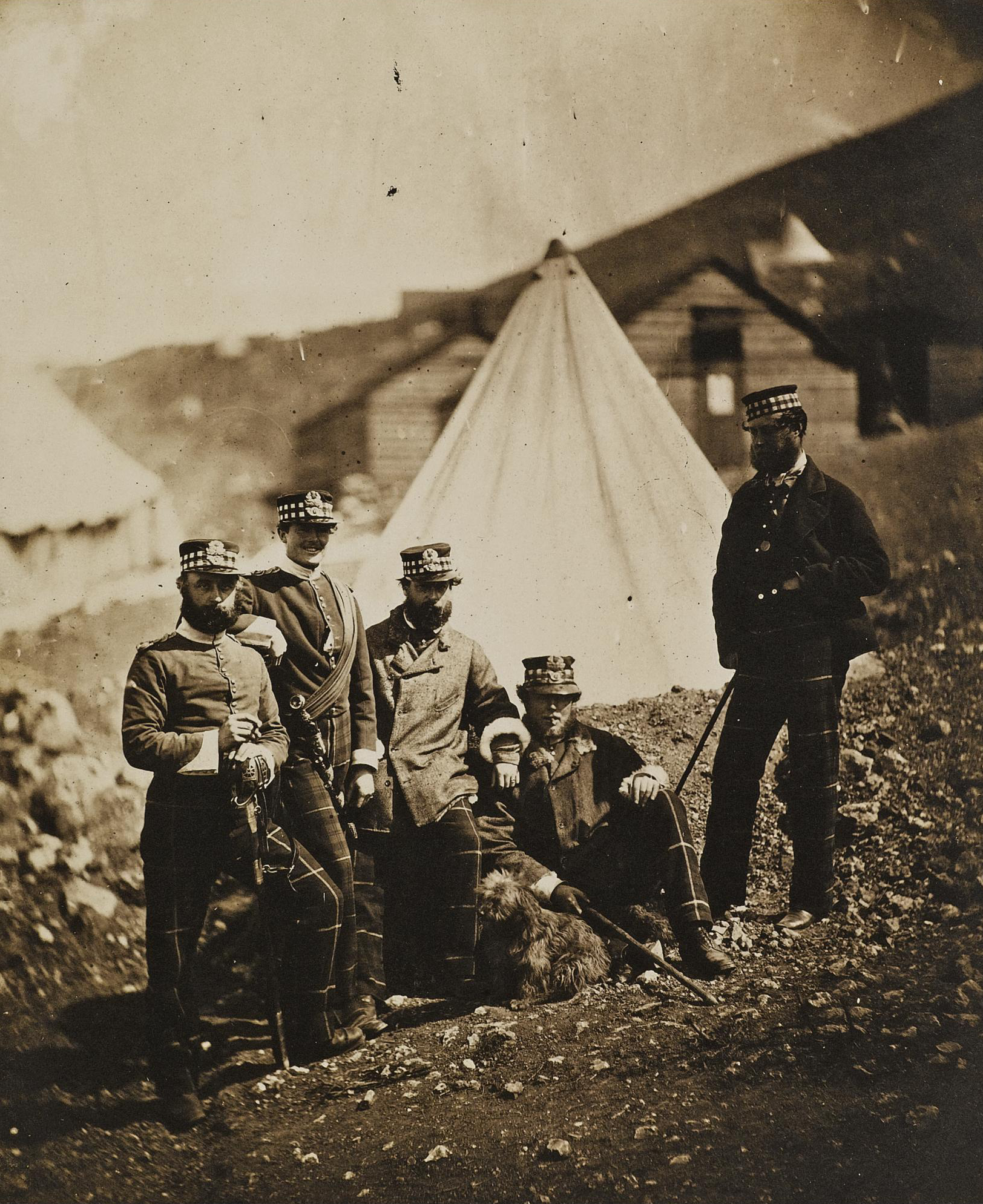
1856년 제71하이랜더스연대 장교들
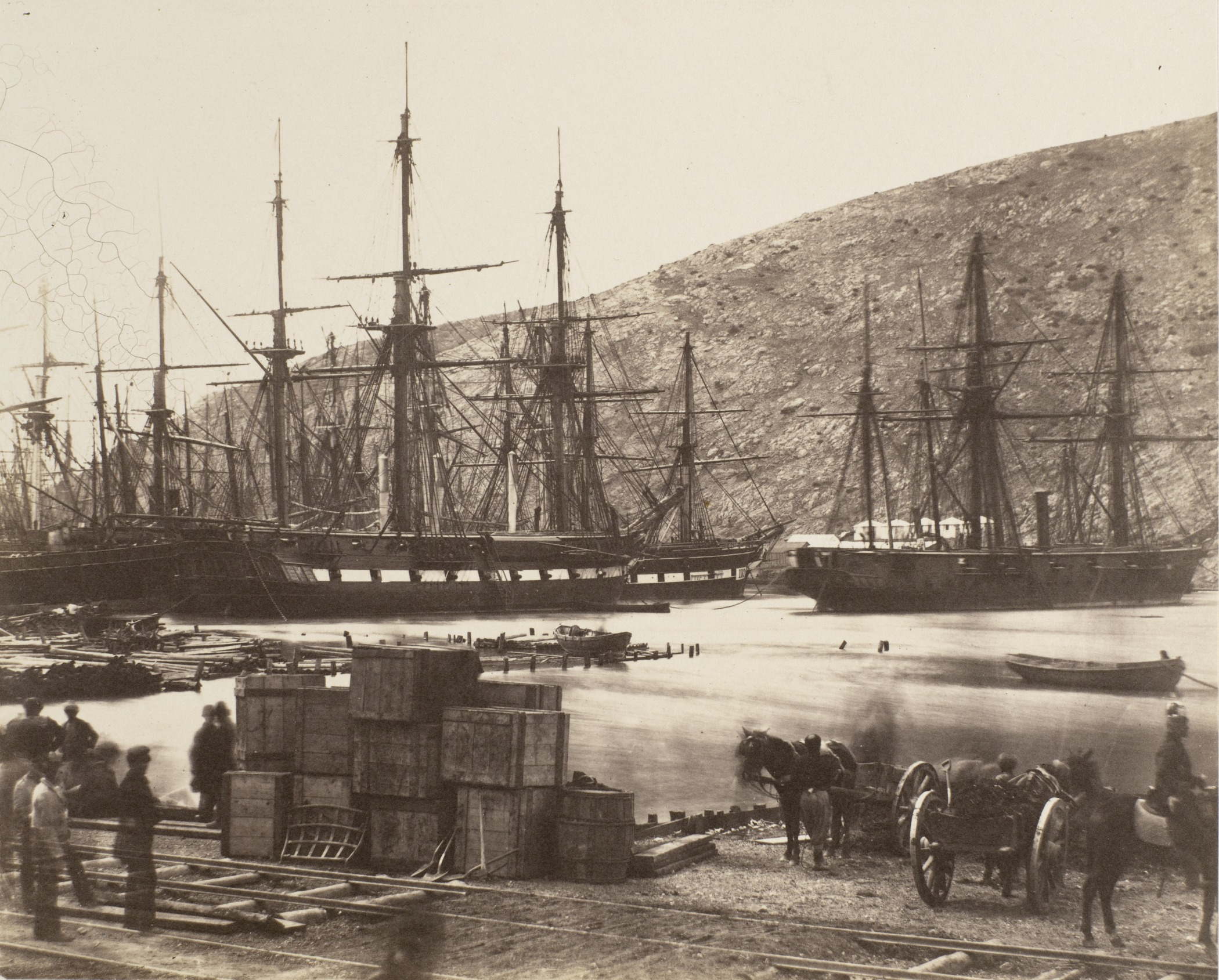
1856년 발라클라바 항구
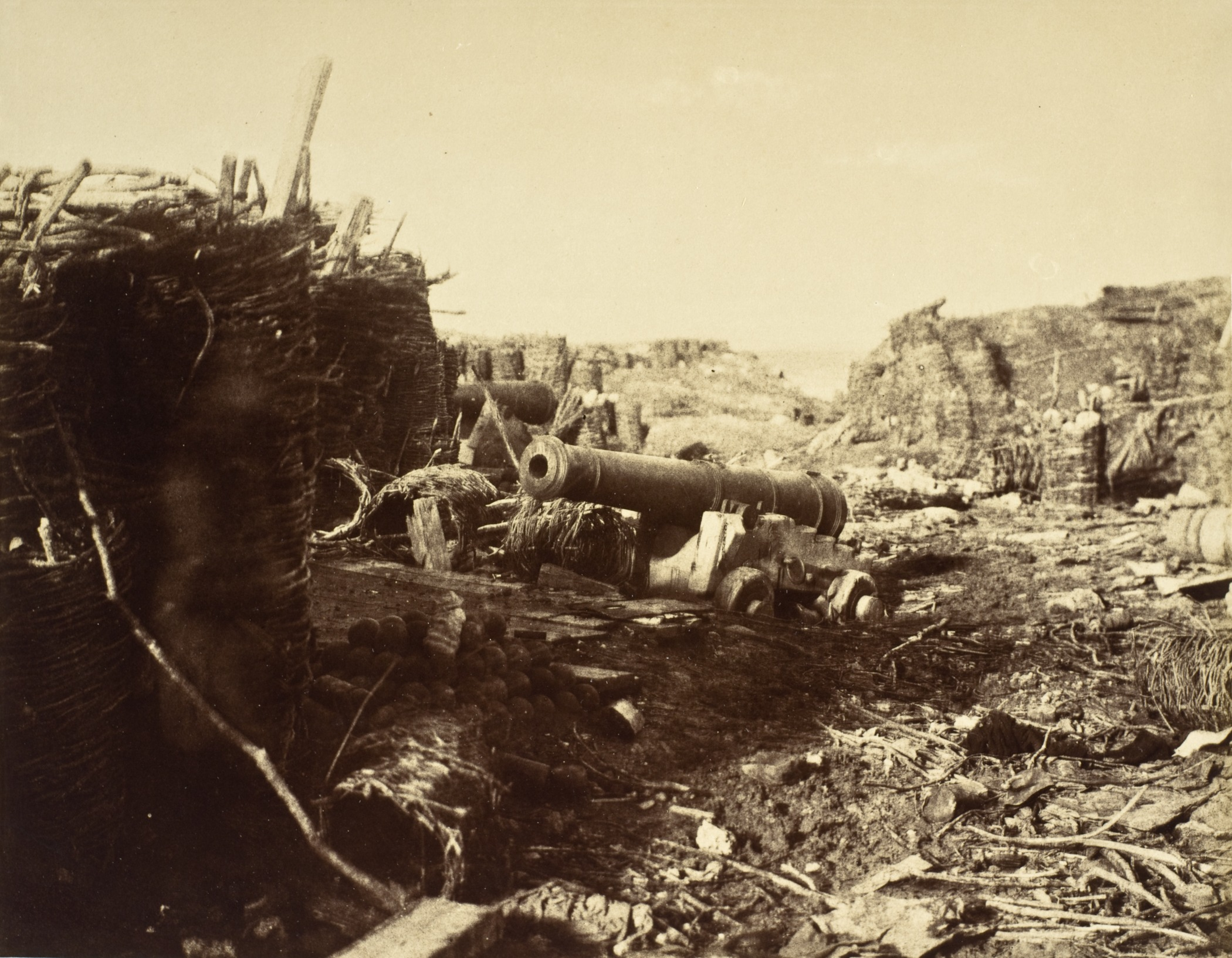
크림반도의 강한 대포와 요새
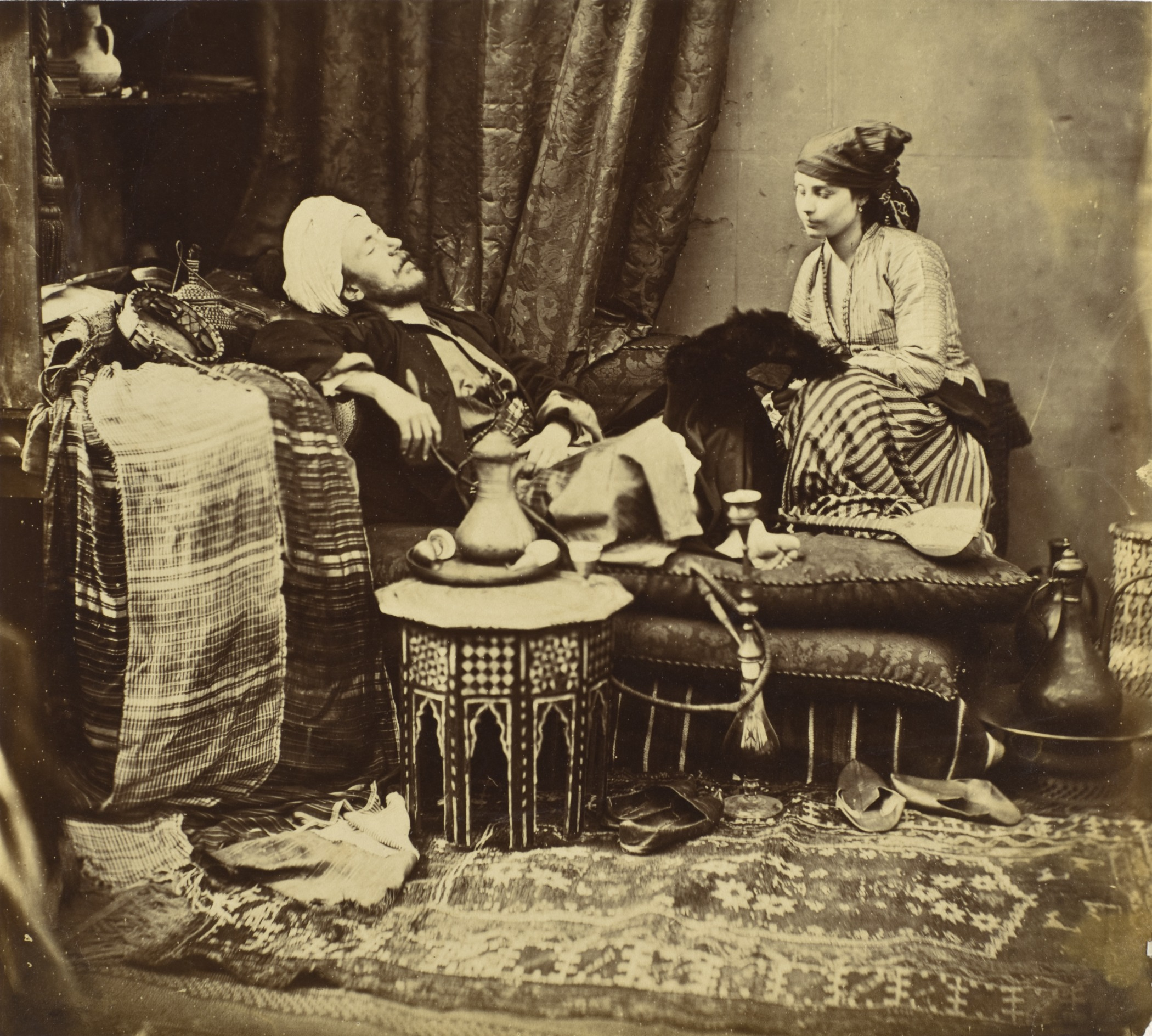
1858년 동양식으로 차려입은 신사와 누비아 모델
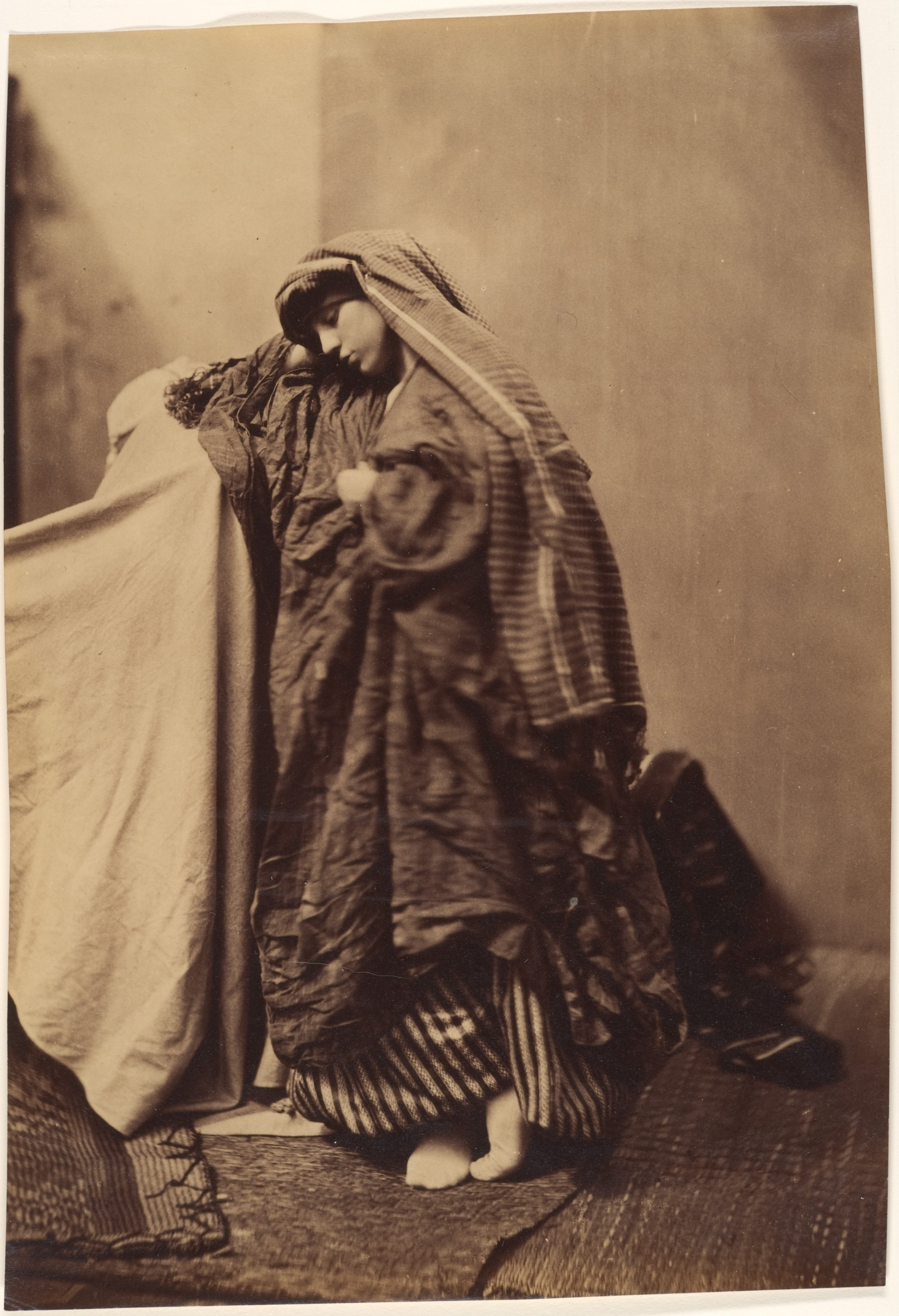
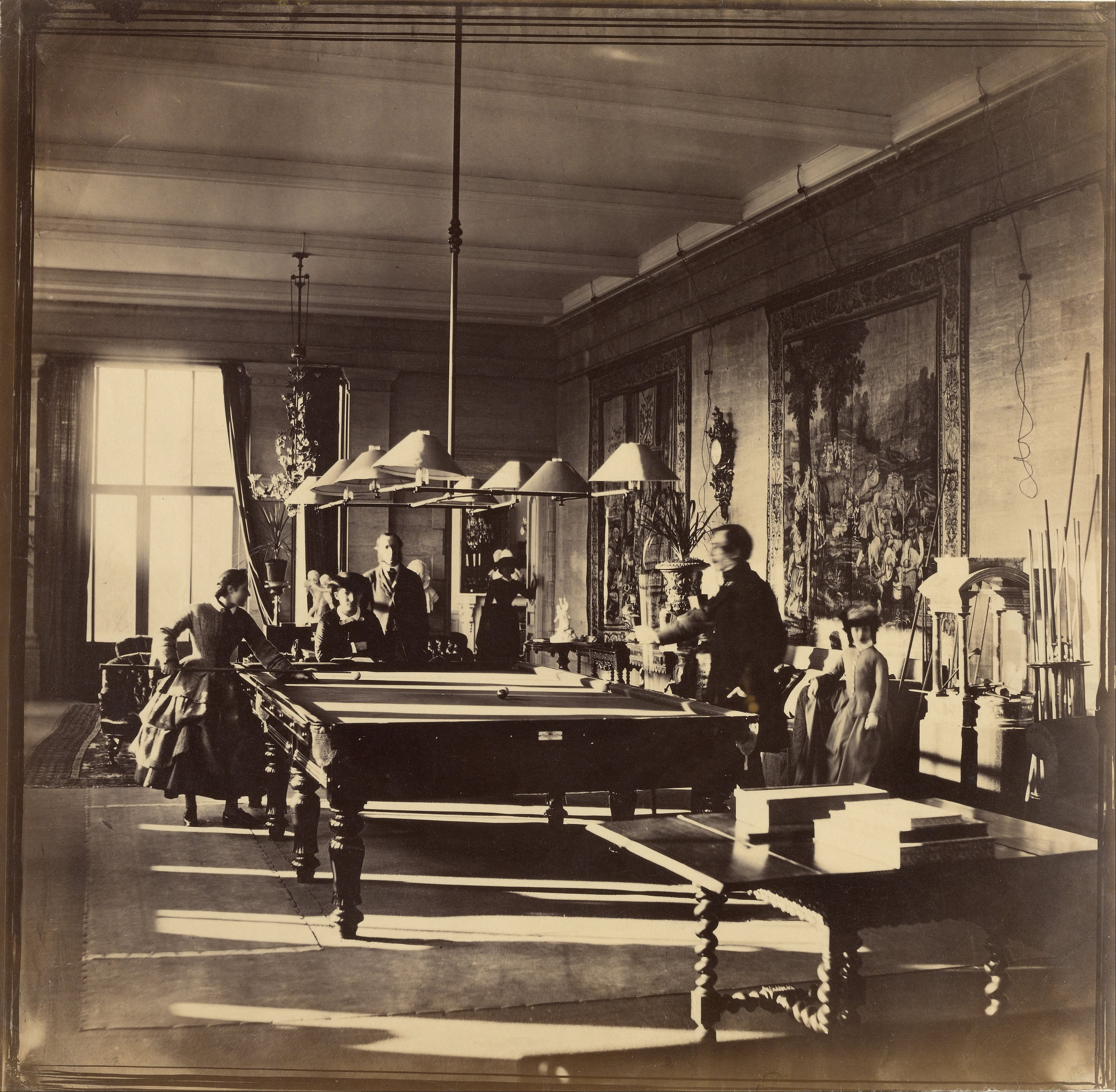
1858년 버킹엄셔주 멘트모어 당구장
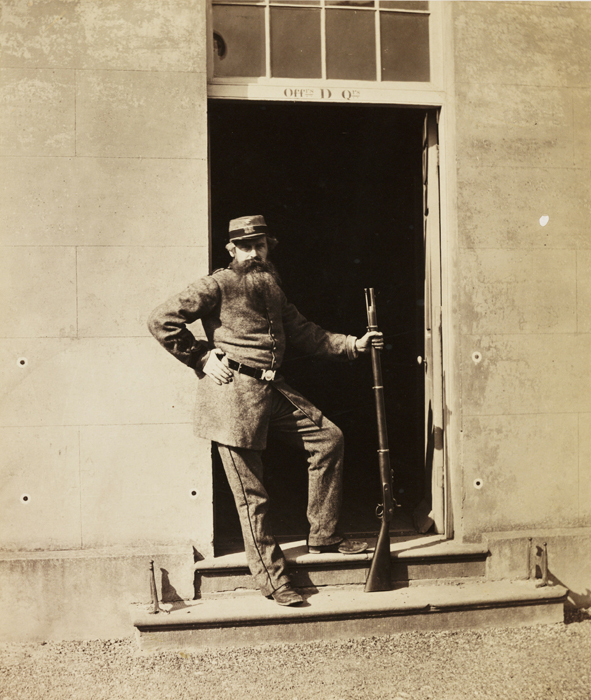
1860년 자원봉사 유니폼을 입은 펜튼
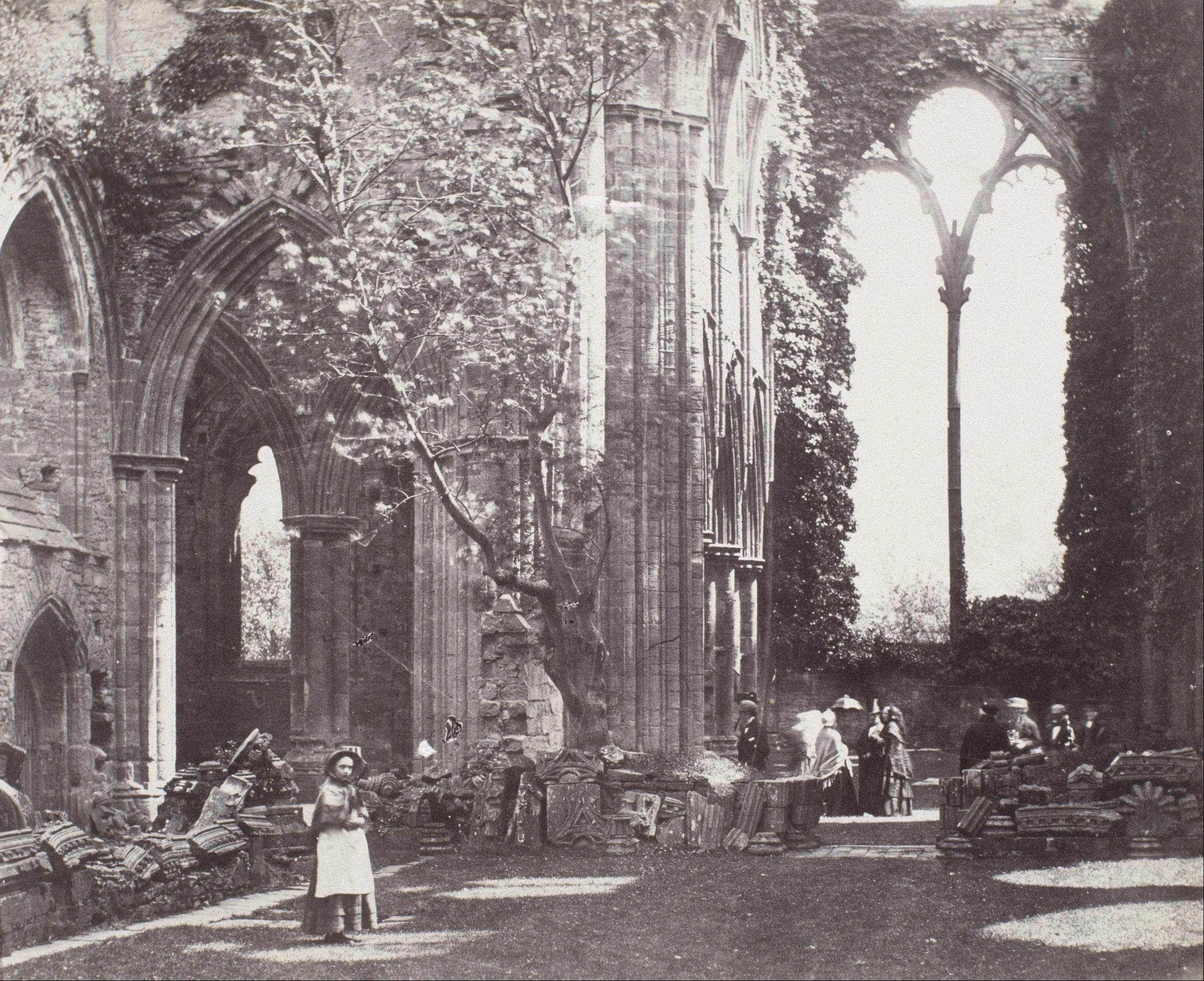
1862년 경 틴턴 애비 내부

## 같이 보기
- 펠리체 베아토